# Nicholas Tse
Nicholas Tse Ting-fung (謝霆鋒) est un acteur canadien né le 29 août 1980 à Hong Kong.

## Biographie
Il est le fils de l'acteur Patrick Tse et le frère aîné de l'actrice Jennifer Tse.

## Filmographie
- 1998 : Young and Dangerous: The Prequel
- 1999 : Metade Fumaca
- 1999 : Gen-X Cops
- 1999 : A Man Called Hero
- 1999 : The Mirror
- 1999 : Street Angels
- 2000 : Lensman: Power of the Lens
- 2000 : Winner Takes All
- 2000 : Twelve Nights
- 2000 : Time and Tide
- 2001 : My Schoolmate the Barbarian
- 2001 : Comic King
- 2001 : Master Q 2001
- 2001 : 2002
- 2002 : Tiramisu
- 2002 : Demi-Haunted
- 2003 : Le Médaillon
- 2003 : Goddess of Mercy
- 2003 : Love Under the Sun
- 2004 : Moving Targets
- 2004 : Enter the Phoenix
- 2004 : New Police Story
- 2005 : Wu ji, la légende des cavaliers du vent
- 2005 : La Technique du Chinois
- 2006 : Dragon Tiger Gate
- 2008 : The Crash
- 2009 : Invisible Target
- 2009 : Bodyguards and Assassins
- 2009 : The Storm Warriors
- 2011 : Shaolin
- 2011 : Treasure Inn
- 2012 : The Viral Factor
- 2012 : Le Mystère des balles fantômes
- 2014 : As the Light Goes Out
- 2014 : From Vegas to Macau
- 2014 : But Always
- 2015 : 12 Golden Ducks
- 2015 : The Spirit of the Swords
- 2016 : I Love That Crazy Little Thing
- 2016 : Heartfall Arises
- 2017 : Cook Up a Storm
- 2018 : Les Sentinelles du Pacifique
- 2021 : Raging Fire

## Prix et récompenses
- Hong Kong Film Awards 1999 : Prix du meilleur acteur débutant pour Young & Dangerous: The Prequel
- Festival du film de Stockholm 2001 : Cheval de bronze pour Heroes in Love (segment My Beloved)
- Asian Film Awards 2010 : Meilleur acteur dans un second rôle pour Bodyguards and Assassins

### Nominations
- Hong Kong Film Awards 2000 : Nomination au prix de la meilleure chanson pour Metade Fumaca